# Thiopropanal S-oxid
Thiopropanal S-oxid (též syn-propanthial S-oxid) je sloučenina, která je obsažena v cibuli, a způsobuje dráždění očí.
Při krájení cibule se uvolňuje enzym, který způsobuje rozpad kyseliny 1-propensulfenové na thiopropanal S-oxid, který uniká v podobě plynu, který při kontaktu s očima vyvolává podráždění a bolest. Oko se proti této látce brání uvolněním slz ze slzných žláz, čímž snižuje koncentraci této látky na podrážděných místech, a čistí se od ní.

Tato látka je nestabilní, a po čase se rozpadá na jiné látky, proto ji nelze uchovávat po delší dobu.
Některé rostliny obsahují velice podobnou látku, thiobutanal S-oxid se vzorcem C4H8OS, mající velice podobné účinky.